# Gathynia simulans
Gathynia simulans är en fjärilsart som beskrevs av Butler 1889. Gathynia simulans ingår i släktet Gathynia och familjen Uraniidae. Inga underarter finns listade i Catalogue of Life.